# La conquista de Granada
La conquista de Granada (en italiano, La conquista di Granata) es una ópera en tres actos con música de Emilio Arrieta y libreto en italiano de Temistocle Solera. Se estrenó en Madrid el 10 de octubre de 1850, en el Teatro del Real Palacio.

## Introducción
Esta obra fue un encargo de la reina Isabel II de España, a quien está dedicada, pues le había gustado mucho una obra anterior del compositor, Ildegonda . También por encargo de la reina, Arrieta encargó a Temistocle Solera el nuevo libreto. El poeta, que se había ganado la confianza de Isabel II, escribió el libreto y Arrieta lo puso en música en seis meses. La obra se ensayó con esmero, en parte debido a la labor de Francisco Asenjo Barbieri como apuntador, y se estrenó en palacio el 10 de octubre de 1850, el día del vigésimo cumpleaños de la reina y justo un año después del estreno de Ildegonda.
En la obra se suceden escenas bélicas y heroicas, organizadas en arias, dúos, concertantes y coros según era usual en la ópera italiana del momento, basada en libretos históricos y a la que era fiel el autor. Era la segunda vez que Arrieta ponía en música un texto italiano (probablemente traducido también por Barbieri). El tema de la obra pudo ser sugerido por la soberana, sintiéndose identificada sin duda con su antecesora en el trono de España, con la que le unía un cierto espíritu romántico de reconstrucción de un país también dividido como en el siglo XV, pero ahora por una contienda civil. Solera elige un conflicto sentimental sobre el que entretejer la trama histórica.
Para la puesta en escena de la ópera no se escatimaron los medios, como ya era costumbre en las producciones del real palacio. Una cuenta firmada por el compositor referente a las funciones que se celebraron los días 10, 13 y 30 del mes del estreno, copiada íntegramente por José Subirá en su estudio, nos permite evaluar el coste de las representaciones: los elementos meramente musicales (orquesta de foso y de escenario, coro masculino y femenino, apuntadores, comparsas, pajes, avisador y copistas) ascendieron a 140.511 reales; a lo que hay que añadir los trajes encargados al sastre de la Ópera de París, Mr. Nonnon (74.969 francos), y los 160.980 reales de vellón de gastos extra (pintor y maquinista Philastre, florista de cámara, construcción de tambores y cilindros fabricados por F. Geniffon, espaderos Carlos Homero, maestro zapatero Mariano Pérez, maestro sastre Lorenzo París y alquiler de coches). Todo ello alcanza la cifra de 376.460 reales de vellón, una cantidad astronómica para 1850; año en el que, por establecer una referencia, Arrieta ganaba 18.000 reales anuales como maestro compositor, la soprano Manuela Oreiro de Lema 30.000, Barbieri como apuntador 5.000 o el maestro de coros, Justo Moré, 10.000.
El éxito conseguido por esta segunda producción de Arrieta en el Palacio provocó que el 2 de enero de 1851 se programará dicha ópera en el recién inaugurado Teatro Real para el público de abono y taquilla. Sin embargo, ciertos problemas presupuestarios, a los que se unió la negativa de Marietta Alboni a interpretar la obra, obligaron a posponer el estreno, por lo que la ópera tuvo que esperar hasta diciembre de 1855 para subir a las tablas del Teatro Real, haciéndolo bajo el nombre de Isabel la Católica. El reparto para esta representación fue: la Borghi-Vietti como Isabel la Católica, Malvezzi como Gonzalo de Córdoba, Mattioli como Lara, Areces como Boabdil, Vialetty como Muley-Hassem, Tilly como Zulema, Calonge como Alamar y Renz como Almeraya.
La ópera fue recuperada en el año 2006 en el Teatro Real de Madrid gracias a la edición crítica realizada por María Encina Cortizo y Ramón Sobrino, editada por el Instituto Complutense de Ciencias Musicales y que fue incluida dentro del ciclo "Clásicos del Real". Jesús López Cobos dirigió la Orquesta Sinfónica de Madrid y Jordi Casas Bayer dirigió los coros. El reparto estuvo formado por Mariola Cantarero como Zulema, Ana Ibarra como la reina Isabel, José Bros como Gonzalo de Córdoba, Ángel Odena como Lara, David Rubiera como Boabdil, Alastair Miles como Muley-Hassem, María José Suárez como Almeraya, David Menéndez como Alamar, Tomeu Babiloni y Juan Antonio Sanabria. La representación del 7 de julio de 2006 fue grabada en directo por el sello Dynamic y publicada en CD en 2009.

## Dedicatoria
La dedicatoria del libretista Temistocle Solera a la Reina Isabel II dice así:
“Señora:
De la conocida novela de Florian y de la historia de España he sacado el presente drama lírico, aumentando lo que me ha parecido conveniente para producir efectos teatrales.
	De todos mis débiles trabajos literarios este será el más afortunado, si V.M. se digna a aceptar su dedicatoria.
	Honor que espera de la bondad y generoso espíritu de V.M. que Dios guarde muchos años, su humilde y afectísimo siervo,
	Temistocles Solera”

## Personajes
| Personaje | Tesitura      | Reparto del estreno, 10 de octubre de 1850 (Director: Emilio Arrieta) |
| --- | ------------- | --------------------------------------------------------------------- |
| Zulema, princesa granadina, hija de Muley-Hassem y enamorada de Gonzalo | soprano       | Manuela Oreiro y Lema de la Vega                                      |
| Isabel la Católica, reina de Castilla | contralto     | Sofía Vela de Aguirre                                                 |
| Gonzalo de Córdoba, llamado el Gran Capitán, caballero de los Reyes Católicos y enamorado de Zulema                                                                              | tenor         | Lázaro Puig                                                           |
| Lara, amigo de Gonzalo | barítono bajo | Antonio Guallart                                                      |
| Boabdil, último rey nazarí de Granada | barítono bajo | Cosme Algarra                                                         |
| Muley-Hassem, padre de Zulema y Almanzor. También padre de Boabdil. | bajo          | Joaquín Reguer                                                        |
| Alamar | bajo          | Francisco Calvet                                                      |
| Almeraya | soprano       | Rafaela Ramírez                                                       |
| Un oficial de la guardia de Isabel | barítono bajo | Leopoldo López                                                        |
| Dos Centinelas |               |                                                                       |
| Grandes, Capitanes y Soldados castellanos, Damas de honor de la Reina, Aldeanas, Odaliscas, Imanes, Ulemas, Jefes de los bandos Zegrí y Abencerraje, etc., Coristas y Comparsas. |               |                                                                       |

## Plantilla orquestal
- Flautín
- 2 Flautas
- 2 Oboes
- 2 Clarinetes
- 2 Fagots
- 4 Trompas
- 2 Trompetas
- 3 Trombones
- Oficleide
- Timbales
- Tambor
- Platillos
- Triángulo
- Arpa
- Violines primeros
- Violines segundos
- Violas
- Violochelos
- Contrabajos
- En el escenario: Flauta, Arpa, 2 Violines primeros, 2 Violines segundos, 1 Viola, 1 Violonchelo, 1 Contrabajo
- Banda: Clarinete Piccolo, 2 Clarinetes, 2 Trompetas, 3 Clarinetes, 2 Trompas, 3 Trombones, Oficleide, Bombardino, Tambor

## Números Musicales

### Acto I
- N.º 1. Preludio
- N.º 2. Introduzione e coro, Oh cual prodigio!...
- N.º 3A. Isabella e coro, Queste muraglie...
- Nº 3B. Isabella, Gonzalo e Lara, Donna al regal...
- Nº 3C. Romanza di Lara, Fra poco le sue porte...
- Nº 4A. Dúo de Gonzalo e Lara, O Lara amico...
- Nº 4B. Romanza di Zulema, Allerta...
- Nº 4C. Zulema e Gonzalo, Ah! Tu piangi...
- Nº 5A. Banda
- Nº 5B. Coro de schiave, L’udite, l’udite!...
- Nº 6. Recitativo e Andantino di Zulema, Ancor l’ascolto!...
- Nº 7. Scena e coro, Zulema, Almeraya, Schiave, Qual da lontan funèreo...
- Nº 8. Finale I. Dúo di Zulema e Muley-Hassem, Vieni, Zulema...

### Acto II
- Nº 9A. Recitativo ed aria di Zulema, Io sposa ad Alamar...
- Nº 9B. Coro di schiave, L’innamorato principe...
- Nº 9C. Recitativo ed Aria di Zulema, Ah! L’ultimo quest’è...
- Nº 10. Scena e Duo di Zulema e Gonzalo, Donna! Nemico araldo...
- Nº 11. Coro di schiave, Cosparse il crin di cenere...
- Nº 12. Finale II, concertante di Zulema, Gonzalo, Muley-Hassem,

Lara, Alamar, schiave e soldati mori, Ma di frequenti passi...

### Acto III
- Nº 13. Introduzione. Scena ed aria d’Isabella, Ite! Allo stranio umile...
- Nº 14. Duo di Isabella e Gonzalo, A me, Gonzalo!...
- Nº 15. Coro di Zegrí e Abencerraghi, Alhà ti guardì!...
- Nº 16. Dúo de Zulema y Muley, Ei dorme...

Racconto, La sposa mia sul cùlmine...
Ballata, Nella terra di Giudea...
Preghiera, Re dell’empíreo...
- Nº 17. Terceto di Zulema, Gonzalo e Muley-Hassem, Rumor di

spade...
- Nº 18. Finale III. Isabella e coro generale. Zulema, Gonzalo, Muley-

Hassem, Lara, ufficiale, Prodi abbiam vinto!...

## Argumento

### Acto I
Gonzalo de Córdoba, uno de los más valerosos caballeros cristianos, ama a la princesa Zulema, hija de Muley-Hassem y la cristiana Leonor (que eran también padres del valiente Almanzor). Zulema y Almanzor son además hermanos de padre del último rey nazarí, Boabdil “el chico”, hijo también de Muley-Hassem. La furtiva relación se desarrolla, además, durante el cerco a la capital nazarí impuesto por los Reyes Católicos, que observan el último bastión musulmán desde la ciudad de Santa Fe, en la Vega granadina.
Tras unas escenas iniciales de exaltación del ejército cristiano, llega al campamento cristiano Alamar quien, en nombre de Almanzor, reta a los cristianos a un combate cuerpo a cuerpo con el mejor caballero de la Reina. Isabel concede este honor a Gonzalo, que debe obedecer a su Reina y cumplir con su fe, pero no desea matar al hermano de su amada Zulema. Será su fraterno amigo Lara quien le sustituya y consiga dar muerte al príncipe Almanzor.
El segundo cuadro nos traslada al harén del palacio de Boabdil; las odaliscas acuden a las almenas a observar el combate entre Almanzor y el falso Gonzalo – Lara –, mientras Zulema se derrumba, sin saber por quién sufrir, si por su hermano o por su amor. A lo lejos se oye música fúnebre que se hace cada vez más perceptible. Muley-Hassem maldice a su hija por su traición y ordena su matrimonio con el príncipe Alamar.

### Acto II
Gonzalo, atormentado ante la posibilidad de que Zulema crea que la ha traicionado, cruza la frontera mora disfrazado de mensajero, y le hace saber a Zulema que él no se ha enfrentado con su hermano; ha sido su mejor amigo, Lara, quien, de acuerdo con él y fingiendo ser el mismo Gonzalo, dio muerte a Almanzor. 
El capitán es conducido al panteón de los reyes moros donde mujeres enlutadas esparcen flores sobre la tumba de Almanzor. Allí, ante Muley-Hassem, se declara autor de la muerte infligida a Almanzor, pero aparece Lara y confiesa la verdad. Cuando los guardias van a arrojarse sobre los dos cristianos, Muley, haciendo gala de su magnanimidad, los perdona.

### Acto III
Gonzalo, atormentado, decide revelar a la Reina la terrible situación de su espíritu. Zulema le adora y el padre de esta le ha perdonado la vida: el amor y la gratitud no pueden ser más poderosos en su alma. Los cuadros sucesivos, muy breves, presentan primero el salón de Embajadores de la Alhambra, donde zegríes y abencerrajes sellan pacto de amistad ante el peligro; después, un estrecho corredor subterráneo, en uno de cuyos calabozos laterales se halla prisionero Muley-Hassem. Amanece. Zulema lleva el consuelo a su atribulado padre. Y ella, convertida secretamente al cristianismo, le canta una balada (“Nella terra di Guidea...”) tratando de convertir su alma infiel. Mientras, la luz de la aurora, haciéndose más visible poco a poco, ilumina la cabeza de Hassem, que se inclina involuntariamente hasta caer de rodillas. Se convierte en ese momento a la fe cristiana. Hay un choque de espadas, golpean la puerta, que cae desplomada. Aparece Gonzalo, el salvador de aquellos dos seres. Este pide a Muley-Hassem que le llame hijo suyo, viéndose al punto realizado tal deseo. 
Un nuevo cambio de decoración nos traslada al Patio de los Leones de la Alhambra, alumbrado por un sol naciente. La Reina Isabel, vestida con armadura, preside el consejo de sus caballeros cuando aparece Gonzalo, el héroe que subió primero los muros de la Alhambra. El caballero presenta ante la Reina a Zulema y a su padre, que ya son cristianos. Isabel exclama: “Anciano, tendrás asiento en mi consejo; y tú, fiel amante, serás bajo la Real Protección esposa de Gonzalo”. Tras esto la Reina entona un himno final rebosante de júbilo por haber derrocado el poder infiel y haber conquistado el suelo español al extranjero. Se postran todos delante de la Cruz y cae el telón.

## Análisis

### Contexto histórico
Los hombres del XIX se emplearon a fondo en crear una identidad nacional y trabajaron en favor de ello como si se tratase de cumplir un verdadero programa, dentro del cual encajaba de forma paradigmática el episodio de la heroica conquista del reino nazarí, subrayando la figura de una reina, Isabel la Católica, que a la vez que acompañaba a su esposo en la campaña bélica instalada en la ciudad de Santa Fe, era capaz de desprenderse de sus joyas para sufragar asuntos de Estado. Todo esto agradaba sobremanera a Isabel II, que tras una dramática guerra civil necesitaba asentar y consolidar su figura y su reinado, y vertebrar un país que requería un amplio programa de reformas para resurgir de sus cenizas una vez pacificadas las contiendas carlistas. Esta obra responde a este espíritu de recreación. La elección y el tratamiento del tema muestran la atracción que el romanticismo sentía por los temas orientalizantes y reflejan la mirada que España desarrolló durante esa época hacia el pasado medieval, subrayando su espíritu cristiano. Tanto el texto de Solera como la partitura de Arrieta caracterizan de forma clara ambos contextos –el cristiano y el moro–, contribuyendo de forma destacada a perfilar algunos aspectos ideológicos desarrollados en España durante los años de la monarquía isabelina.

### Contexto artístico
El historicismo y orientalismo románticos, el interés por las etapas oscuras, míticas, legendarias, su gusto por lo nacional, lo propio de cada país, lo diferente convertían a España en epicentro de inspiraciones románticas. El reino de Granada es el espacio de más larga convivencia de culturas de toda la península ibérica y posee dos espacios míticos: el Generalife y la Alhambra, doblemente románticos, por su origen medieval y oriental, que suponen la callada pervivencia de Oriente en Occidente. Además, los años de luchas por la conquista de la ciudad alimentarán la creación de una literatura “de frontera”, materializada en numerosos romances o relatos novelescos y legendarios, donde las virtudes cristianas y moras comparten protagonismo. 
La búsqueda llevada a cabo por los artistas románticos de nuevos horizontes estéticos que renueven las musas y los cánones tras la mirada neoclásica al mundo greco-romano, les acerca al mundo oriental, arábigo, creando un nuevo “clasicismo”. Granada, y más concretamente la Alhambra serán un continuo referente en las obras de artistas románticos como Víctor Hugo o Lord Byron, entre otros.
Dentro de España también surgió este interés por lo oriental y lo exótico, y a finales de la década de 1840 empezarán a aparecer obras muy significativas con esta temática. El más destacado será el género literario, con los trabajos de Francisco Martínez de la Rosa (Aben Humeya (1830) o Doña Isabel de Solís (1837)), Duque de Rivas (La azucena milagrosa (1847)), Juan Arolas (Orientales, religiosas, caballerescas y amatorias (1842)) o José Zorrilla (Granada (1852)).

### Texto literario
En la dedicatoria el propio Solera admite haber extraído el libreto de “la conocida obra de Florián y de la historia de España”. Se refiere sin duda a la obra de Jean-Pierre Claris de Florian (1755-1794) titulada Gonzalve de Cordoue ou Grenade reconquise, publicada en París en 1791 y pronto traducida y publicada en España. Florian a su vez cuenta con dos referencias innegables: El Abencerraje, novela capital de la literatura española de los Siglos de Oro, de la que hay diversas versiones; y la Historia de los bandos Zegríes y Abencerrajes, caballeros moros de Granada, de Ginés Pérez de Hita. 
La ópera prescinde de los primeros capítulos de la obra de Florián centrando la acción en los amores prohibidos entre Gonzalo de Córdoba y la princesa Zulema. Solera escribe un drama de base histórica aunque centrando la acción en esta relación amorosa. Tampoco incluye la figura del rey Fernando el Católico, quizá con la intención de agrandar la de la Reina, que protagoniza escasas escenas, pero altamente significativas: los momentos iniciales del drama en los que trata de preparar los ánimos de las huestes cristianas para el combate y recibe a Alamar, en el cuadro inicial del tercer acto en la que la vemos tras una entrevista con Colón, y en la escena final, en la que irrumpe en la Alhambra portando la Santa Cruz ante la que todos se postran. La figura de Isabel la Católica es magnificada en esta ópera, convirtiéndola en única protagonista del fin de la Reconquista y responsable de la aventura americana de Colón. Con esto la obra pretende responder al espíritu de recreación ideológica que tiene lugar en la España Isabelina para reforzar la imagen de un país que acaba de sufrir una importante contienda civil y pretende desarrollarse en torno a la monarquía constitucional.
La obra lleva a cabo una clara exaltación de la fe cristiana, una fe épica y gloriosa, que responde probablemente a la deformación histórica llevada a cabo en este periodo, según la cual en la Edad Media “sólo lo católico era español”, visión que provoca que se le atribuyan unos determinados rasgos a la personalidad española (belicosidad, catolicidad, caballerosidad...).
La ópera se desarrolla en dos contextos dramáticos, el cristiano (situado en la ciudad de Santa Fe) y el moro (en la Alhambra), resultando así doblemente atractiva para el gusto romántico al evocar al mismo tiempo el pasado medieval y oriental. La Alhambra supone la pervivencia de Oriente en Occidente, y permite evocar todo ese mundo exótico que tan grande fascinación ejerció en los románticos desde Schlegel, hasta Chateubriand o Delacroix.

### Partitura
Desde el punto de vista musical, la ópera se mantiene fiel al estilo del primer Verdi que Arrieta había desarrollado con éxito sorprendente en Ildegonda, incorporando en este caso algunos elementos orientalizantes, que caracterizarán el contexto musulmán de forma pintoresca y permitirán situar la obra dentro del “alhambrismo”, corriente estética desarrollada por las artes españolas desde 1840, cuya característica principal es vincularse temáticamente con el mito romántico de la Alhambra.
La orquestación y los recursos vocales están más elaborados que en su ópera anterior. Las melodías están siempre asignadas a la cuerda o al viento madera, apareciendo algunos solos de trompa que son característicos del autor. Las líneas de viento madera adquieren mayor independencia de la que presentaba en Ildegonda, donde casi siempre doblaban a las cuerdas. Igualmente Arrieta utiliza más recursos que en su primera obra, apareciendo muchas veces la cuerda con sordina, los pizzicati o los trémolos. La concepción formal es ciertamente moderna, eligiendo el autor la estructura abierta que le permite la escena, construida a base de recitativos como nexos de unión de las partes a solo, concertantes, coros y números de conjunto, y huyendo de los pequeños números cerrados en sí mismos (como romanza, dúo, aria, etc.), que continúan apareciendo, pero integrados en unidades dramáticas de mayores dimensiones, y que generan una obra más compacta desde el punto de vista formal.
El primer acto está dividido en dos cuadros. El primero de ellos, desarrollado en el campamento cristiano, incluye los números de presentación de la reina Isabel y los caballeros Gonzalo y Lara. El aria bipartita – integrada por cavatina y cabaletta – que interpreta la Reina, la romanza de Lara o el dúo de este y Gonzalo que cierra este primer cuadro revelan facilidad melódica, dominio de la orquesta y profundidad de invención dentro de una estética marcadamente italiana.
El segundo cuadro nos traslada al interior de la Alhambra y consta de siete números, de los cuales el coro de esclavas – románticas odaliscas – y la romanza de Zulema evocan de forma pintoresca sonoridades orientalizantes. Esta romanza debe ser interpretada fuera del escenario, entre bastidores, recurso de intensificación expresiva que ya había utilizado Arrieta en la presentación del protagonista de Ildegonda. También el fúnebre sonido de la banda debe escucharse lejano e irse acercando paulatinamente, al igual que hace Verdi en algunos momentos de I lombardi (1843) y Attila (1846), ambas con libreto de Solera. El Finale que cierra el acto recurre a los modelos belcantistas y a la retórica clásica del melodrama italiano, eligiendo, incluso, para comenzar la tonalidad de re menor evocadora de la muerte ya desde finales del siglo XVII, como su empleo en Die zauberflüte (1791) o el Requiem (1791) mozartianos.
El segundo acto nos presenta otros dos cuadros. Se inicia con una visita nocturna de un “Jardín del Albaycín”, donde Zulema canta ahora también un aria bipartita cuyas dos secciones están separadas por un coro de esclavas. La cavatina de Zulema, “Io sposa ad Alamar”, y el coro de las esclavas que le sigue, “L’innamorato principe”, a ritmo de hispánico bolero, participan más que ningún otro número de la obra de la sonoridad oriental, mientras que la cabaletta regresa al mundo belcantista alejándose de lo pintoresco. El segundo cuadro nos traslada a las “tumbas de los reyes moros”, y contiene los dos números finales del acto central que se mantienen en el estilo verdiano que domina la obra.
El tercer acto es complejo, incluyendo cuatro cuadros y seis grandes números musicales. El primer cuadro regresa de nuevo al campamento cristiano, situando la acción en el pabellón real, donde escuchamos un solemne solo de la reina Isabel – que canta el único recitativo seco de toda la obra – y un dúo con Gonzalo. Tras un coro de zegríes y abencerrajes interpretado en el Salón de Embajadores de la Alhambra – ubicación del segundo cuadro –, nos trasladamos a las mazmorras del palacio nazarí, donde escuchamos un dúo entre Zulema y su padre, Muley-Hassem, una ballata y una preghiera de esta, que conseguirán convertir al musulmán a la fe cristiana. Concluido el terceto que pone en música el encuentro de ambos con Gonzalo, la obra se cierra con un nuevo Finale, una heroica escena de acción de gracias por la liberación de Granada. La última sección es un brillante himno coral en el que todos proclaman la gloria cristiana por la victoria final.

### Estreno y repercusión
El estreno de La conquista de Granada tuvo lugar en Palacio el día 10 de octubre de 1850, día del vigésimo cumpleaños de la reina Isabel II. Fue un gran acontecimiento y por ello tuvo una gran repercusión en la prensa de la época.
- La Época publica el día 9 de octubre de 1850 un extenso comentario dedicado al ensayo general que tuvo lugar dos días antes del estreno, al que también acudió la reina. En él coloca a Arrieta “al nivel de los primeros compositores de Europa” y califica la obra como totalmente original: “Sus cantos son todos originales, y sus piezas concertantes sobresalen por su admirable armonía y por el asombroso efecto de su conjunto.” Alaba también la interpretación de los cantantes, así como el vestuario y la escenografía: “La señora Lema de Vega desempeña su parte de la mora Zulema con un talento y una expresión que se ve en ella la artista consumada, la digna compañera de Rubini.”. “(los trajes) son de un lujo y de una riqueza verdaderamente dignos. Las decoraciones de Mr. Philastre son lindísimas, mereciendo especial mención las de los Patios de los Arrayanes y de los Leones de la Alhambra de Granada”.
- La Nación también recoge el acontecimiento en un artículo del 28 de octubre de 1850 en el que comenta: “Cuanto más se oye, mayor número de bellezas se hallan en ella [...] Sus mejores piezas se harán tan populares como las de los más célebres maestros en el momento en que pueda oírlas el público. Todos los números de esta ópera tienen la circunstancia especial de pegarse al oído como dicen los profanos, y este es su mayor elogio.”
- En La Ilustración. Periódico Universal, dirigido por Ángel Fernández de los Ríos, amigo de Barbieri; aparecen en la edición del 19 de octubre de 1850 unos párrafos dedicados a esta ópera y firmados por F.B., que no es otro que el propio Francisco Asenjo Barbieri. En él afirma: “debemos dar parabién al señor Arrieta por la excelente música  y a nosotros mismos, porque esto servirá sin duda de estímulo a los que se dedican a tan bello arte [...] abunda en melodías de sentimiento, entre las que sobresalen algunas del género español y que la instrumentación es rica y elegante en general.”
- Tras la representación de la obra (bajo el nombre esta vez de Isabel la Católica) que tuvo lugar en 1855 en el Teatro Real, La Gaceta Musical de Madrid, publicación dirigida por Hilarión Eslava, en su edición del 18 de diciembre de ese mismo año opinará que “Isabel la Católica, si bien no carece de melodías agradables y de algunos efectos de instrumentación, no brilla, sin embargo, ni por la fuerza de la invención, ni por la verdad de la expresión dramática, ni tiene tampoco la importancia y corrección que la primera ópera del mismo autor, titulada Ildegonda.”